# Fræna

Wappen von Fræna

Fræna war eine Kommune in der norwegischen Provinz (Fylke) Møre og Romsdal. Sie entstand 1960 aus der Fusion der ehemaligen Kommunen Bud, Fræna und Hustad. Verwaltungssitz der Kommune war Elnesvågen. Im Zuge der Kommunalreform in Norwegen wurden Fræna und Eide zum 1. Januar 2020 zu Hustadvika zusammengelegt.

## Geographie

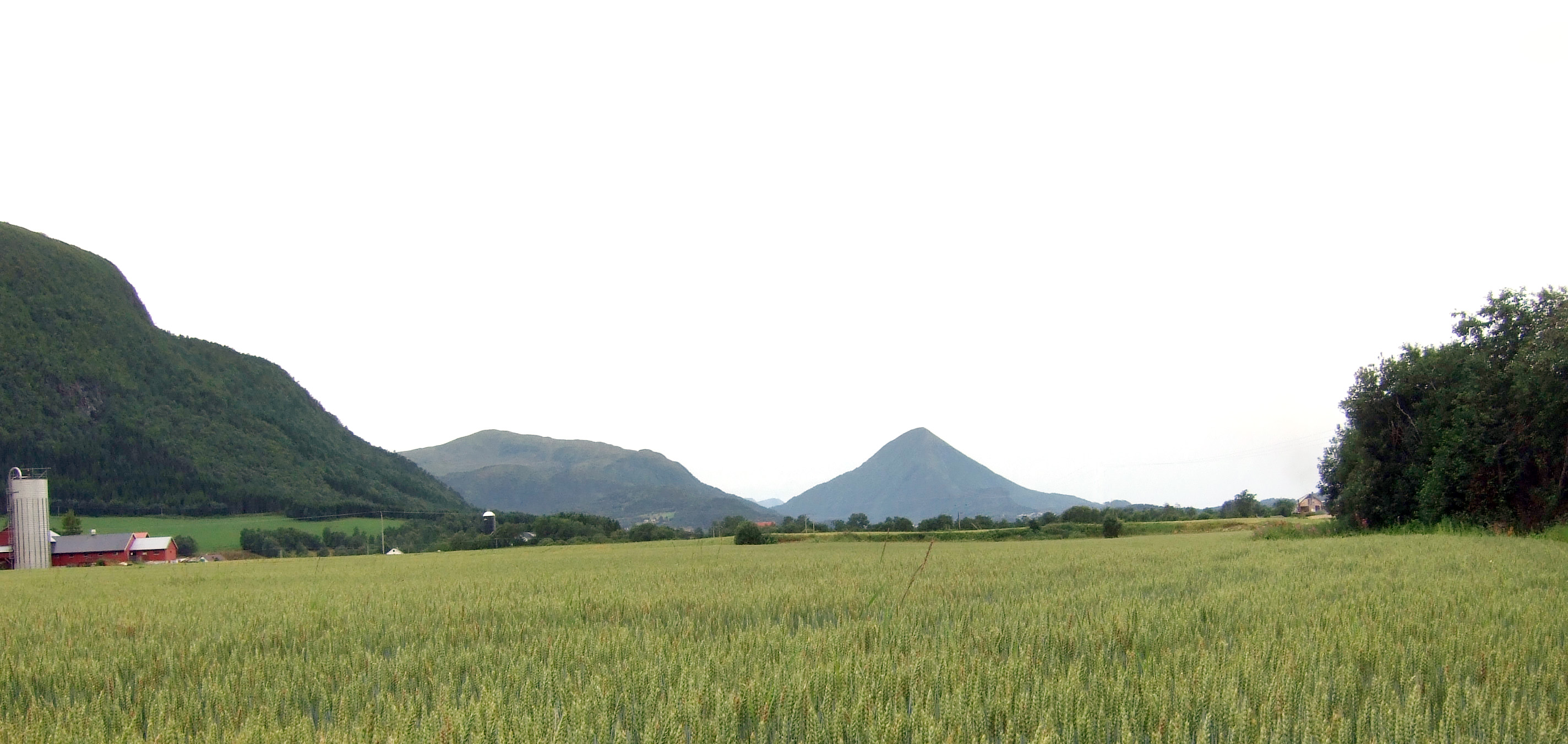
Berg Jendemsfjellet, südlich in Fræna gelegen

Auf einer Fläche von 369 km² lebten 9800 Einwohner (Stand: 1. Januar 2019). Die Kommunennummer war 1548.
Nachbarkommunen von Fræna waren (im Uhrzeigersinn) Eide, Gjemnes, Molde und Aukra.
Neben dem Hauptort Elnesvågen gehörten zu Fræna die Orte Bud, Tornes, Malme, Bergseth, Sylte und Nerland sowie mehrere Dörfer unter 200 Einwohnern.

## Wirtschaft und Verkehr
Fræna war ein wichtiges Landwirtschaftsgebiet. Darüber hinaus gibt es in Elnesvågen eine Fabrik für Kalziumprodukte zur Papierherstellung und Norwegens größte Fabrik für Jarlsbergkäse.
Die Reichsstraße 64 verbindet Fræna mit Molde.

## Sehenswürdigkeiten

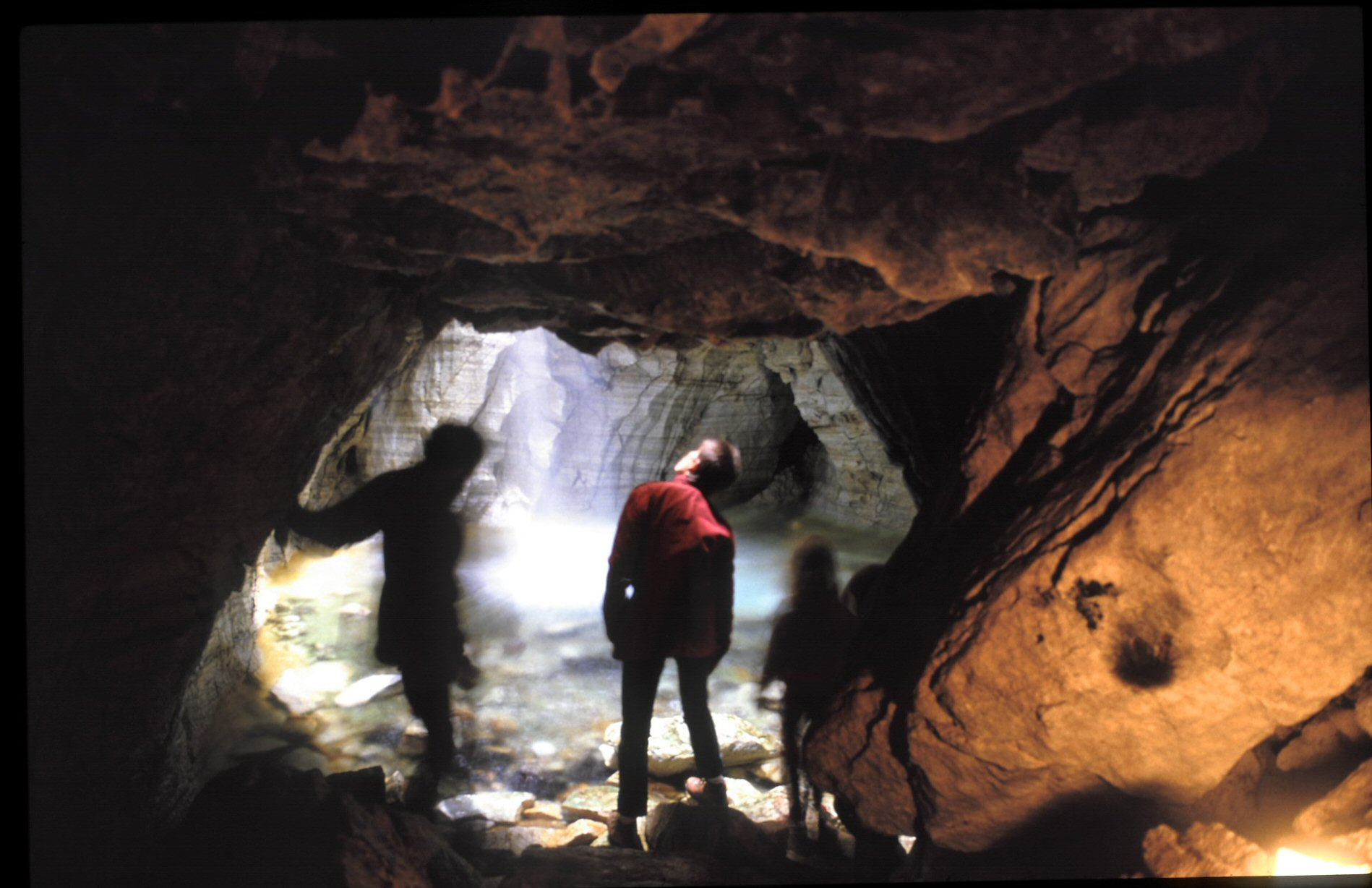
Trollkyrkja

- Trollkyrkja, eine Kalksteinhöhle mit Wasserfällen östlich von Elnesvågen.
- Hünengräber in der Nähe von Hustadsvika
- Kirche von Bud, eine Kreuzkirche aus dem 18. Jahrhundert
- Heeres-Küsten-Batterie 17./976 Bud, eine deutsche Küstenbatterie aus dem Zweiten Weltkrieg im Dorf Bud, heute als Museum genutzt

## Personen aus Fræna
- Rolf Groven (* 1943), Maler
- Edvard Hoem (* 1949), Schriftsteller
- Nilmar Janbu (1921–2013), Professor für Geotechnik in Trondheim
- Jøran Kallmyr (* 1978), Politiker
- Ola Kvernberg (* 1981), Jazzmusiker
- Trond Strande (* 1970), Fußballspieler
- Jim Svenøy (* 1972), Hindernisläufer